# 东龙村
东龙村，是中华人民共和国江西省赣州市宁都县田埠乡下辖的一个村。
2013年8月26日，东龙村公布为第二批中国传统村落。
2014年2月19日，东龙村公布为第六批中国历史文化名村